# Бориславська електроварня
Підкарпатська теплова електростанція або Бориславська електроварня  — це колишня електростанція у місті Борислав, що була збудована до 1918-го року польською компанією «Towarzystwo Akcyjne Zachodnio-Galicyjskich Okrgęowy» (укр. «Акціонерне товариство Західно-Галицького округу»), працюючи на супутньому нафтовому газі, який, через розвинуту нафтопереробку в сусідньому Дрогобичі, коштував копійки, а тому забезпечував усе місто дешевою електроенергією. Була знищена радянськими військами підчас відступу з Борислава у 1941-му році.

## Історія
Нам точно відомо, що на момент 1918-го року електростанція вже активно функціонувала. Про її будівництво відомо лише те, що збудована вона була за проектом видатного польського архітектора Мар'яна Осінського на замовлення компанії «Towarzystwo Akcyjne Zachodnio-Galicyjskich Okrgęowy» (укр. «Акціонерне товариство Західно-Галицького округу»).
У свої пікові часи Підкарпатська газотурбінна електростанція була найбільшою електростанцією на Галичині, а її газотурбінна основа, принцип роботи якої полягає у тому, що згоряння газу нагріває воду, яка перетворюється у пар, що потім, подаючись по тонким трубкам, створює тиск, який розкручує турбіну, яка своїм обертанням заставляє мотор виробляти електроенергію. Головним компонентом даної системи є газ, а у конкретно нашій історії був взятий нафтовий газ, що є побічним продуктом переробки нафти. Вибір на цей тип газу впав у рахунку із тим, що електростанція, межуючи із Дрогобичом, де на момент початку 1910-х років працювало понад чотирьох нафтопереробних заводи, зможе дешево закупляти та швидко транспортувати його, що дуже здешевить виробництво електроенергії та подальшу ціну за неї. Завдяки такому кроку, нарощування виробничих потужностей та наслідковій від цього малій ціні, бориславська електроенергія живила не тільки Борислав та його околиці, а й Стрий, Самбір, Дрогобич та його околиці.
У кінці вересня 1939-го року Борислав зайняли радянські війська, а електростанція, як і всі підприємства Західної України, була націоналізована та продовжувала свою роботу до початку Німецько-радянської війни. Підчас нової війни, радянські війська, що сильно програвали німцям у перші дні війни, вирішили, відступаючи з Борислава, підірвати такий важливий інфраструктурний об'єкт, що і було зроблено у серпні 1941-го року.